# O Come All Ye Faithful (canción de Elvis Presley)
"O Come All Ye Faithful" es un villancico tradicional arreglado, grabado y popularizado por Elvis Presley en 1971. RCA editó el villancico en un disco sencillo como lado B con el blues "Merry Christmas Baby" en su lado A. El disco vendió unas 100.000 copias debido a que se lanzó al mercado paralelamente al segundo álbum navideño "Elvis Sings The Wonderful World Of Christmas" que incluía ambas canciones y que vendió inicialmente unas 400.000 copias y hoy está certificado como triple disco de platino por la RIAA. En 2021 la canción fue reeditada en el álbum "Elvis Back In Nashville". 

## Grabación
La grabación tuvo lugar durante las sesiones en el estudio B de la RCA en Nashville, Tennesee el 16 de mayo de 1971. Luego de haberse reeditado con éxito en varias oportunidades el álbum Elvis Christmas Album de 1957, los directivos de la RCA creyeron que ya era tiempo de que Elvis registrase nuevas canciones navideñas. Como medio de inspiración Elvis mandó a decorar el estudio con ornamentación de Navidad pese a que faltaban aún varios meses para las festividades. 
Los arreglos de piano y orquesta complementados con un despliegue de voces en coro logran golpes de efecto a medida que el tema va creciendo en intensidad. Con la producción de calidad de Felton Jarvis y aún siendo la canción na interpretación magnánima, ésta resultaría bastante diferente en estilo con respecto a la canción elegida para el Lado A del sencillo, que era básicamente un blues prolíficamente arreglado. 

## Músicos
- Elvis Presley - voz y arreglos musicales
- James Burton - guitarra
- Charlie Hodge - guitarra acústica y coros
- Chip Young - guitarra rítmica
- Norbert Putnam - bajo
- Kenneth Buttrey - batería
- David Briggs - piano
- Charlie McCoy - percusión
- Glen  Spreen - órgano
- Terry Blackwood - coros
- Greg Gordon - coros
- Ginger Holladay - coros
- Millie  Kirkham - coros
- Joe Moscheo - coros
- Jimmy  Murray - coros
- Temple Riser - coros [4]

## Portada
El arte de tapa se compuso de una serie de dibujos iconográficos navideños (un árbol de Navidad, un ramillete de muérdago, un patín de nieve, borlas, campanas etc) con una figura central de Santa Claus al que se le ha añadido el rostro de Elvis en fotografía.Esa misma iconografía pero con diferente disposición, se utilizó en la portada del álbum  "Elvis Sings The Wonderful World Of Christmas" 

## Ediciones
- Elvis Sings the Wonderful World of Christmas (1971)

- Elvis Sings the Wonderful World of Christmas (1973)

- Memories of Christmas (1982)

- If Every Day Was Like Christmas (1994)

- White Christmas (2000)

- Christmas Peace (2003)

- Elvis Christmas (2006)

- Elvis Sings the Wonderful World of Christmas (2011) - FTD

- His Songs of Praise, Volume 2 (2017) - FTD [5]